# جوردن نيكوليتش
جوردن نيكوليتش (بالصربية: Јордан Николић)‏ هو صحفي صربي، ولد في 11 مايو 1933 في بريزرن في صربيا، وتوفي في 26 أبريل 2018.